# Geonoma spinescens
Geonoma spinescens är en enhjärtbladig växtart som beskrevs av Hermann Wendland. Geonoma spinescens ingår i släktet Geonoma och familjen Arecaceae. Inga underarter finns listade i Catalogue of Life.